# CENAPRED
Au Mexique, le "Centre National pour la Prévention des Catastrophes" (Centro Nacional de Prevención de Desastres, ou CENAPRED) est un organisme fédéral, attaché au secrétariat de l'Intérieur. Basé dans la Ville de Mexico, sa fonction est d'alerter les résidents de possibles catastrophes volcaniques .
Il a été créé en 1988 dans le cadre des mesures prises pour améliorer la prévention et de la gestion des catastrophes au lendemain du séisme de 1985 à Mexico.